# شهرستان لیوینگستون (کنتاکی)
شهرستان لیوینگستون، کنتاکی (به انگلیسی: Livingston County, Kentucky) یک سکونتگاه مسکونی در ایالات متحده آمریکا است که در کنتاکی واقع شده‌است.